# 嗣永桃子アイドル15周年記念アルバム♡ありがとう おとももち♡
『嗣永桃子アイドル15周年記念アルバム♡ありがとう おとももち♡』（つぐながももこアイドルじゅうごしゅうねんきねんアルバム ありがとう おとももち）は、2017年6月28日にアップフロントワークス（PICCOLO TOWNレーベル）から発売された嗣永桃子のアルバム。

## 内容
- 3枚組CDアルバムによる構成。
- DISC1は、嗣永によるハロー!プロジェクトの楽曲のカバー、および新曲1曲を含む10曲を収録。
- DISC2は、カントリー・ガールズの初商品化楽曲を収録。
  - リリースに先駆けて、収録曲より『アイドル卒業注意事項(2017.5.4Live@中野サンプラザ)』が同年6月2日より各音楽配信サイトにて先行配信された[3]。
- DISC3は、特設サイトにてファンが投票した楽曲より上位15曲を収録[4]。

## 収録曲

### Disc1「も」/ もぅ一度 ありがとう♡ 嗣永桃子ソロカバー集＋新曲
1. がんばっちゃえ!
  - 作詞・作曲：つんく、編曲：TATOO
  - 原曲：モーニング娘。とハロー!プロジェクト・キッズ＋後藤真希
2. 行くZYX! FLY HIGH
  - 作詞・作曲：つんく、編曲：河野伸
  - 原曲：ZYX
3. 恋はひっぱりだこ
  - 作詞・作曲：つんく、編曲：鈴木俊介
  - 原曲：Berryz工房
4. ギャグ100回分愛してください
  - 作詞・作曲：つんく、編曲：高橋諭一
  - 原曲：Berryz工房
5. ありがとう!おともだち。
  - 作詞・作曲：つんく、編曲：鈴木Daichi秀行
  - 原曲：Berryz工房
6. もしも…
  - 作詞・作曲：つんく、編曲：高橋諭一
  - 原曲：ハロー!プロジェクト モベキマス
7. 初恋サイダー
  - 作詞：NOBE、作曲：しほり、編曲：宮永治郎
  - 原曲：Buono!
8. 愛おしくってごめんね
  - 作詞：児玉雨子、作曲：加藤裕介、編曲：加藤裕介/A-bee
  - 原曲：カントリー・ガールズ
9. ピーナッツバタージェリーラブ
  - 作詞：エリック・フクサキ＆三浦徳子、作曲：エリック・フクサキ、編曲：平田祥一郎
  - 原曲：カントリー・ガールズ
10. ももち!ずっとおとももち
  - 作詞・作曲：つんく、編曲：鈴木俊介
  - 新曲。

### Disc2「も」/ ももち先輩 ありがとう♡ カントリー・ガールズ初商品化楽曲収録！
1. アイドル卒業注意事項(2017.5.4Live@中野サンプラザ)
  - 作詞：大滝裕一/角田崇徳、作曲・編曲：角田崇徳
  - 新曲。
  - 同年6月2日より各音楽配信サイトにて先行配信された[3]。
2. 明日からはおもかげ
  - 作詞：児玉雨子、作曲・編曲：星部ショウ
  - 新曲。
3. キスより先にできること
  - 作詞：児玉雨子、作曲：魚住有希、編曲：菊谷知樹
  - 2015年10月～12月開催のライブツアー「カントリー・ガールズ ライブツアー2015秋冬」よりライブ用として先行披露されていた楽曲[5]。
  - 2016年12月リリースのハロー!プロジェクトのオムニバス・アルバム『プッチベスト17』にも'15 5人Ver.として収録されている。
4. 妄想リハーサル
  - 作詞・作曲：星部ショウ、編曲：鈴木俊介
  - 2015年10月～12月開催のライブツアー「カントリー・ガールズ ライブツアー2015秋冬」よりライブ用として先行披露されていた楽曲[6]。
5. リズムが呼んでいるぞ!
  - 作詞：児玉雨子、作曲・編曲：加藤裕介
  - 2016年5月～6月開催のライブツアー「カントリー・ガールズ ライブツアー2016春夏」よりライブ用として先行披露されていた楽曲[7]。
6. VIVA!!薔薇色の人生
  - 作詞：児玉雨子、作曲・編曲：加藤裕介
  - 2016年5月～6月開催のライブツアー「カントリー・ガールズ ライブツアー2016春夏」よりライブ用として先行披露されていた楽曲[8]。
7. ギザギザハートの子守唄
  - 作詞：康珍化、作曲：芹澤廣明、編曲：菊谷知樹
  - チェッカーズのカバー。
8. 気ままな片想い
  - 作詞・作曲：MITZ MANGROVE、編曲：高橋諭一
  - 新曲。

### Disc3「ち」/ ちょいす ありがとう♡ ファンの皆さまの投票により選ばれたBest15曲！
1. ギャグ100回分愛してください（Berryz工房）
  - 作詞・作曲：つんく、編曲：高橋諭一
2. もしも…（ハロー!プロジェクト モベキマス）
  - 作詞・作曲：つんく、編曲：高橋諭一
3. 初恋サイダー（Buono!）
  - 作詞：NOBE、作曲：しほり、編曲：宮永治郎
4. がんばっちゃえ!（モーニング娘。とハロー!プロジェクト・キッズ＋後藤真希）
  - 作詞・作曲：つんく、編曲：TATOO
5. I NEED YOU（Buono!）
  - 作詞：岩里祐穂、作曲：AKIRASTAR、編曲：西川進
6. 白いTOKYO（ZYX）
  - 作詞・作曲：つんく、編曲：平田祥一郎
7. あなたなしでは生きてゆけない（Berryz工房）
  - 作詞・作曲：つんく、編曲：AKIRA
8. Independent Girl〜独立女子であるために（Buono!）
  - 作詞：岩里祐穂、作曲・編曲：木之下慶行
9. VERY BEAUTY（Berryz工房）
  - 作詞・作曲：つんく、編曲：鈴木俊介
10. 恋はひっぱりだこ（Berryz工房）
  - 作詞・作曲：つんく、編曲：鈴木俊介
11. ありがとう!おともだち。（Berryz工房）
  - 作詞・作曲：つんく、編曲：鈴木Daichi秀行
12. ピーナッツバタージェリーラブ（カントリー・ガールズ）
  - 作詞：エリック・フクサキ＆三浦徳子、作曲：エリック・フクサキ、編曲：平田祥一郎
13. 愛のスキスキ指数 上昇中（Berryz工房）
  - 作詞・作曲：つんく、編曲：大久保薫
14. 行くZYX! FLY HIGH（ZYX）
  - 作詞・作曲：つんく、編曲：河野伸
15. 胸さわぎスカーレット（Berryz工房）
  - 作詞・作曲：つんく、編曲：湯浅公一

## リリース日一覧
| 地域 | リリース日    | レーベル                    | 規格                 | カタログ番号  |
| ---- | ------------- | --------------------------- | -------------------- | ------------- |
| 日本 | 2017年6月2日  | UP-FRONT WORKS              | ダウンロードシングル |               |
| 日本 | 2017年6月28日 | PICCOLO TOWN/UP-FRONT WORKS | 3CD（アルバム）      | PKCP-5312/3/4 |